# Ladispoli
Ladispoli é uma comuna italiana litorânea da região do Lácio, província de Roma, com cerca de 27.234 habitantes. Estende-se por uma área de 25 km², tendo uma densidade populacional de 1089 hab/km². Faz fronteira com Cerveteri, Fiumicino.

## Demografia
| Variação demográfica do município entre 1861 e 2011                               |
|                                                                                   |
| Fonte: Istituto Nazionale di Statistica (ISTAT) - Elaboração gráfica da Wikipedia |